# Gironniera celtidifolia
Gironniera celtidifolia là một loài thực vật có hoa trong họ Cannabaceae. Loài này được Gaudich. mô tả khoa học đầu tiên năm 1844.